# (29650) Toldy
29650 Toldy (1998 WR6) es un asteroide del cinturón de asteroides descubierto el 23 de noviembre de 1998 por Adrián Galád y Peter Kolény en Modra.